# British National Railway Museum
Le National Railway Museum (NRM), est un musée ferroviaire situé à York, il fait partie du groupement des musées des sciences et de l'industrie de Grande-Bretagne. Le musée est ouvert depuis 1975, en regroupant dans un même endroit différentes collections de matériel roulant préservé dès le XIXe siècle.

## Collection
Le musée abrite une importante collection de plus d'une centaine de locomotives et d'autres matériels ferroviaires. Les machines étant trop nombreuses pour l'espace disponible, la sélection présentée est fréquemment renouvelée.
La locomotive la plus célèbre est la Mallard qui atteignit, le 3 juillet 1938, la vitesse de 202,8 km/h, record du monde de rapidité pour une locomotive à vapeur (record qui n'a jamais été battu depuis).
Le musée attire 800 000 visiteurs par an.

## Présentation
Les présentations sont organisées dans trois halls importants dont l'un reconstitue un dépôt avec une plaque tournante. Les pièces maîtresses du musée y sont présentées ainsi à tour de rôle sur toutes leurs faces !
Les deux autres halls reconstituent des scènes historiques sur des quais de gare : on y voit par exemple une collection des voitures royales depuis l'époque victorienne jusqu'à nos jours.
Une visite intéressante est le parcours de la galerie surplombant les ateliers du musée où l'on peut ainsi voir les matériels en cours de restauration. En outre une salle de grande dimension présente une collection considérable de maquettes de matériels ferroviaires anglais.
Le seul matériel étranger présenté par le musée est la motrice de la première version du train rapide Shinkansen offerte en 2001 par le Japon au musée.
Le musée est contigu à la gare d'York et une originalité du musée est de disposer d'une terrasse comportant une répétition du synoptique réel des circulations et d'où l'on a une vue panoramique sur l'embranchement en sortie nord de la gare.
Le musée comporte également un centre d'archives ferroviaires important.
En 2004, une nouvelle antenne du musée a été ouverte à Shildon dans le comté de Durham. Le Shildon Locomotion Museum abrite une soixantaine de matériels et est destinée à s'étendre.
Les listes suivantes ne sont pas exhaustives et devront être complétées ou actualisées au fil du temps (dernière actualisation en juillet 2024) :
| Réseau d'origine   | Matricule et nom                         | Type ou Classe                        | Constructeur et date                    | Numéro constructeur | Disposition des essieux                          | Lieu d'exposition | Numéro d'objet | Photo |
| ------------------ | ---------------------------------------- | ------------------------------------- | --------------------------------------- | ------------------- | ------------------------------------------------ | ----------------- | -------------- | ----- |
| Shutt End Colliery | Agenoria                                 |                                       | Foster, Rastrick and Company, 1829      |                     | 0-4-0                                            | York              | 1884-92        |       |
| S&D                | Rocket                                   | Réplique                              | Locomotion Enterprises (1975) Ltd, 1829 | 2                   | 0-2-2                                            | York              | 1979-7002      |       |
| Furness            | 3 Coppernob                              |                                       | Bury, Curtis, and Kennedy, 1846         |                     | 0-4-0                                            | York              | 1975-7015      |       |
| NER                | 66 Aerolite                              | X1 (London and North Eastern Railway) | NER Gateshead, 1869                     |                     | 2-2-4T                                           | York              | 1975-7013      |       |
| GNR                | 1                                        | GNR Stirling 4-2-2                    | Doncaster Works, 1870                   |                     | 4-2-2                                            | York              | 1975-7014      |       |
| Hebburn Works      | 2 Bauxite                                |                                       | Black, Hawthorn & Co, 1874              | 305                 | 0-4-0 ST                                         | York              | 1953-354       |       |
| NER                | 1275                                     | NER 1001 Class                        | Dübs and Company, 1874                  | 708                 | 0-6-0                                            | York              | 1975-7009      |       |
| LBSCR              | 82 Boxhill                               | LB&SCR A1 class                       | Brighton Works, 1880                    |                     | 0-6-0T                                           | York              | 1975-7012      |       |
| LBSCR              | 214 Gladstone                            | B1 Class                              | LBSCR Brighton, 1882                    |                     | 0-4-2                                            | York              | 1975-7017      |       |
| LYR                | 1008                                     | Class 5                               | Horwich Works, 1889                     | 1                   | 2-4-2T                                           | York              | 1976-7003      |       |
| LNWR               | 790 Hardwicke                            | LNWR Improved Precedent Class         | Crewe Works, 1892                       | 3286                | 2-4-0                                            | York              | 1975-7023      |       |
| NER                | 1621                                     | M1 Class                              | NER Gateshead, 1893                     |                     | 4-4-0                                            | York              | 1975-7008      |       |
| GNR                | 1002                                     | Stirling Single                       | 1893                                    |                     | Only the tender of Stirling Single 1002 survives | York              | 1978-7122      |       |
| LSWR               | LSWR 245                                 | M7 Class                              | LSWR Nine Elms, 1897                    |                     | 0-4-4T                                           | York              | 1978-7020      |       |
| Midland Railway    | 673                                      | 115 Class                             | Derby Works, 1899                       |                     | 4-2-2                                            | York              |                |       |
| SECR               | 737                                      | D Class                               | Ashford Works, 1901                     |                     | 4-4-0                                            | York              | 1975-7006      |       |
| GER                | 87                                       | S56 Class                             | Stratford Works, 1904                   | 1249                | 0-6-0T                                           | York              | 1975-7003      |       |
| GWR                | 2818                                     | 2800 Class                            | GWR Swindon, 1905                       | 2122                | 2-8-0                                            | York              | 1976-7001      |       |
| LNER               | 4472 Flying Scotsman                     | A3 Class                              | Doncaster Works, 1923                   | 1564                | 4-6-2                                            | York              | 2004-7103      |       |
| GWR                | 6000 King George V                       | 6000 Class ("King")                   | GWR Swindon, 1927                       |                     | 4-6-0                                            | York              | 1978-7037      |       |
| LMS                | 2500                                     | 2MT                                   | LMS Derby, 1934                         |                     | 2-6-4T                                           | York              | 1978-7039      |       |
| China Railways     | KF7                                      | KF1 Class                             | Vulcan Foundry, 1935                    | 4674                | 4-8-4                                            | York              | 1987-7001      |       |
| LMS                | 5000                                     | 5MT                                   | LMS Crewe, 1935                         | 216                 | 4-6-0                                            | York              | 1978-7040      |       |
| LNER               | 4771 Green Arrow                         | V2 Class                              | LNER Doncaster, 1936                    | 1837                | 2-6-2                                            | York              | 1975-7025      |       |
| LNER               | 4468 Mallard                             | A4 Class                              | LNER Doncaster, 1938                    | 1870                | 4-6-2                                            | York              | 1975-7007      |       |
| LMS                | 6229 Duchess of Hamilton                 | "Princess Coronation"                 | LMS Crewe, 1938                         |                     | 4-6-2                                            | York              | 1976-7000      |       |
| SR                 | C1                                       | Q1                                    | Brighton Works, 1942                    |                     | 0-6-0                                            | York              | 1978-7041      |       |
| SR                 | 34051 Winston Churchill                  | Battle of Britain                     | SR Brighton, 1946                       |                     | 4-6-2                                            | York              | 1978-7042      |       |
| BR (SR)            | 35029 Ellerman Lines                     | Merchant Navy                         | SR Eastleigh, 1949                      |                     | 4-6-2                                            | York              | 1975-7021      |       |
| Industrial         | 5 Frank Galbraith                        | Sentinel, 1957                        |                                         | 9629                | 0-4-0 VBT                                        | York              | 1981-7000      |       |
| BR                 | 92220 Evening Star                       | 9F                                    | Swindon Works, 1960                     |                     | 2-10-0                                           | York              | 1975-7024      |       |
| LNWR               | Pet                                      |                                       | Crewe Works, 1865                       |                     | 0-4-0 ST                                         | York              | 1978-7014      |       |
| LYR                | Wren                                     |                                       | Beyer, Peacock & Co, 1887               | 2825                | 0-4-0 STT                                        | York              | 1975-7019      |       |
| SR                 | 1293                                     | 4-SUB                                 |                                         | 8143                |                                                  | York              | 1978-7069      |       |
| SR                 | 3131                                     | 4-COR                                 | MBTO, 1937                              | 11179               |                                                  | York              | 1978-7071      |       |
| LNWR               |                                          | 1927 stock                            | MBTO, 1915                              | 28249               |                                                  | York              | 1978-7068      |       |
| JR-West            | 22-141                                   | Shinkansen série 0                    | 1976                                    | Panto/Cab           |                                                  | York              | 2001-7500      |       |
| LMS                | 7050                                     | Diesel mechanical                     | Drewry Car Co, 1934                     | Drewry 2047 EE 874  | 0-4-0                                            | York              | 2008-7160      |       |
| BR                 | 13079                                    | Class 08                              | Darlington Works, 1953                  |                     | 0-6-0                                            | York              | 1985-7000      |       |
| BR                 | 08911                                    | Class 08                              |                                         |                     | 0-6-0                                            | York              |                |       |
| BR                 | D8000                                    | Class 20                              | Vulcan Foundry, 1957                    | EE 2347 VF D375     | Bo-Bo                                            | York              | 1981-7002      |       |
| BR                 | D5500                                    | Class 31/0                            | Brush Traction, 1957                    | 71                  | A1A-A1A                                          | York              | 1978-7000      |       |
| BR                 | D200                                     | Class 40                              | EE/Vulcan, 1958                         | EE 2367 VF D395     | 1Co-Co1                                          | York              | 1988-7001      |       |
| BR                 | D2860                                    | Class 02                              | Yorkshire Engine Company, 1961          | 2843                | 0-4-0                                            | York              | 1978-7001      |       |
| BR                 | D6700                                    | Class 37                              | EE/Vulcan, 1961                         | EE 2863 VF D579     | Co-Co                                            | York              | 2001-7861      |       |
| BR                 | D9002 Kings Own Yorkshire Light Infantry | Class 55                              | EE/Vulcan, 1961                         | EE 2907 VF D559     | Co-Co                                            | York              | 1987-7002      |       |
| BR                 | D1023 Western Fusilier                   | Class 52                              | Swindon Works, 1963                     |                     | C-C                                              | York              | 1978-7002      |       |
| BR                 | 47798 Prince William                     | Class 47                              | Crewe Works, 1965                       |                     | Co-Co                                            | York              | 2004-7243      |       |
| BR                 | 41001                                    | Prototype HST                         | Crewe Works, 1972                       |                     | Bo-Bo                                            | York              | 1988-7000      |       |
| Eurostar           | 3308                                     | TGV TMST                              | Consortium TMSTG, 1993                  |                     | Bo'Bo'-Bo'                                       | York              | ?              |       |

## Galerie photographique

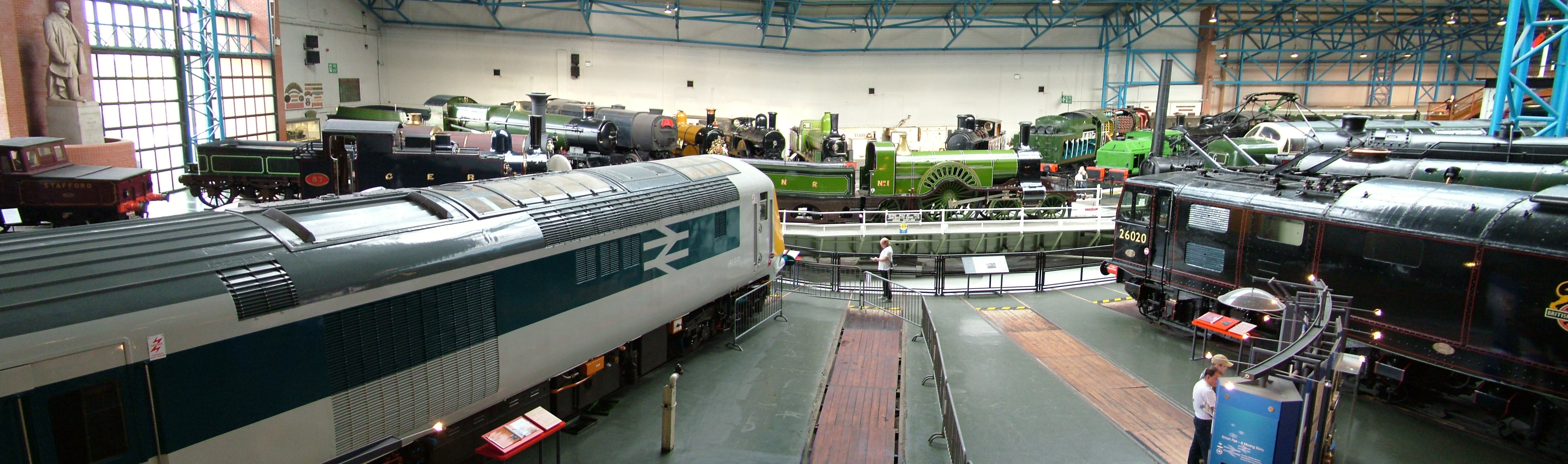
Vue panoramique du hall avec la plaque tournante.